# Ute Eitzenhöfer
Ute Eitzenhöfer (* 23. Januar 1969 in Bruchsal) ist eine deutsche Goldschmiedin, Schmuckdesignerin, Autorin und Professorin für Edelsteindesign an der Hochschule Trier.

## Leben und Werk
Eitzenhöfer besuchte zwischen 1988 und 1990 die Goldschmiedeschule mit Uhrmacherschule Pforzheim und machte bis 1992 eine Lehre als Goldschmiedin. Danach studierte sie den Studiengang Schmuck und Gerät an der Hochschule Pforzheim, Fakultät für Gestaltung. Sie schloss 1996 mit dem Diplom ab. Anschließend war sie als freischaffende Schmuckkünstlerin tätig. Sie hatte ab dem Jahr 2000 Lehraufträge an der Hochschule Pforzheim sowie an der Hochschule Trier. Seit 2005 ist sie Professorin für Edelsteindesign an der Hochschule Trier, Fachbereich Gestaltung, Fachrichtung Edelstein- und Schmuckdesign (Standort Idar-Oberstein).
Ute Eitzenhöfer reflektiert in ihren Arbeiten philosophisch inspiriert über Schmuck und das Schmücken, über Wert und Entwertung sowie dem Schmuck innewohnende, symbolische Botschaften.
Sie verwendet und verarbeitet Fundstücke wie Verschlusskappen von Tuben, Treibholz oder Kunststoffverpackungen, die durch Zusammenstellung mit Edelmetallen, Edelsteinen und aufwändiger Handwerkstechnik eine eigene Ästhetik erreichen. Statt brillanter Steine in edlen Metallen werden beispielsweise naturbelassene, ungeschliffene Edelsteine in Latex oder oxidiertem Silber gefasst. Vergängliche Stoffe wie Plastik werden mit beständigen Materialien kontrastiert.
Ihre Werkgruppe „Talk“ setzt sich mit der Macht der Worte auseinander. Oxidierte Silberbroschen, die wie kleine Mikrofone am Revers eines Nachrichtenreporters hängen, sind mit winzigen Diamantsplittern und kleinen Onyxstücken besetzt. Die Form soll täuschen, vielleicht auch verunsichern. Für Eitzenhöfer stellen die Stücke auch Statussymbole der Gegenwart dar. Unter dem Titel „Diskurs“ werden mit dem Schmuck verborgene Prozesse, Verheimlichung und das Vorenthalten von Wissen dargestellt. Unter rechteckigen Platten aus oxidiertem Silber sind Scheiben aus ungeschliffenem Amethyst, Chalcedon, Achat oder Bergkristall gleichzeitig geschützt und gefangen. Die Stücke der Gruppe „Circle“ bestehen aus zylindrischen, geometrisch strengen Broschen. Sie bedürfen eines zufälligen Lichteinfalls, um zu brillieren.
Ihre Arbeiten wurden in die Sammlungen Alice und Louis Koch Collection (Schweizerisches Nationalmuseum), Museum Arnhem, Rijksmuseum Amsterdam, The Marzee Collection (Nijmegen), CODA (Apeldoorn), Schmuckmuseum Pforzheim und Museum Angewandte Kunst (Frankfurt am Main) aufgenommen.

## Werke (Auswahl)
- 2010: Brosche, ohne Titel, Kunststoff (aus Verpackung), Silber, Zirkonia[6]
- 2010: Ringe[7]
- 2013: Halsschmuck, Schmuckmuseum Pforzheim[8]
- 2013: Halskette, ohne Titel, Achat, Perlen, oxidiertes Silber, Kunststoff (aus der Verpackung)[5]
- 2019: Gruppe von 4 Broschen „Circle 01–04“, 925/000 Silber, Amethyst, Plastik (aus der Verpackung)[9]
- 2019: „Discourse 05“, Halskette, oxidiertes Silber, Achat mit Amethysteinfassung, Onyx[10]
- 2019: „M40“, Brosche, Silber, Plastik[11]
- ohne Jahr: Kette „Durcheinandermitovalenösenkette“[12]
- ohne Jahr: Ringe, Silber 925 oxidiert, Achat, Turmalin, Rosaquarz, Tigerauge, Jade, Mondstein, Marmor[12]
- ohne Jahr: Ringe „No Name Produkt“, 925 Silber und 585 Rotgold[12]

## Ausstellungen (Auswahl)
- 1996: Ausstellung des Abschlussjahrgangs 1996, Galerie Marzee, Nijmegen[4]
- 1996: Schmuck ’96, München[4]
- 1996: Schmücken, Fachhochschule für Gestaltung, Pforzheim[4]
- 1997: Flessibellissimo, Galerie Marzee[4]
- 1997: Schmuck ’97, München[4]
- 1997: Sieraden, vrouwen en de stad, Centrum voor Moderne Kunst De Zonnehof, Amersfoort[4]
- 1997: Ute Eitzenhöfer sieraden/jewelry, Galerie Marzee[4]
- 1998: Antike Ringe Neue Ringe, Galerie Katia Rid[4]
- 1998: Galerie Herta Zaunschirm, Zürich[4]
- 1998: Galerie Sofie Lachaert, Antwerpen[4]
- 1998: Schmuck ’98, München[4]
- 1998: Sieraden, de keuze van Nijmegen, Galerie Marzee[4]
- 1998: With Love, Galerie Michèle Zeller, Bern[4]
- 1999: Galerie Michèle Zeller[4]
- 1999: Galerie Treykorn, Berlin[4]
- 1999: KunstRAI ’99, Amsterdam[4]
- 1999: Sieraden, de keuze van Arnhem, Museum Arnhem[4]
- 1999: Ute Eitzenhöfer sieraden/jewellery, Galerie Marzee[4]
- 2000: 8. Triennale für Form und Inhalte – Australien und Deutschland, Museum für Angewandte Kunst, Frankfurt am Main[4]
- 2000: Galerie Werner Hermsen, Wiesbaden[4]
- 2000: Schmuckgestaltung in Pforzheim, Schmuckmuseum Pforzheim[4]
- 2001: Galerie Marzee[4]
- 2001: Sieraden, de keuze van Almere, De Paviljoens, Almere[4]
- 2001: Sieraden, de keuze van Apeldoorn, Van Reekum Museum, Apeldoorn[4]
- 2001: Ute Eitzenhöfer winnaar van de Marzee-prijs 2000, Galerie Marzee[4]
- 2003: 9. Triennale für Form und Inhalte, Museum Angewandte Kunst, Frankfurt am Main[4]
- 2003: Sieraden, de keuze van Roermond, Stedelijk Museum Roermond[4]
- 2004: Galerie Sofie Lachaert, Tielrode (Belgien)[4]
- 2004: Hoogtepunten van het Nederlandse moderne sieraad, De Nederlandsche Bank, Amsterdam[4]
- 2004: Jewellery, the Choice of the Europarliament, Bringing Art and Parliamentarians together, Europäisches Parlament, Brüssel[4]
- 2004: Schmuck, München[4]
- 2005: Choice – Zeitgenössische Schmuckkunst aus Deutschland, Itami und Tokio, Schmuckkunst von Johanna Dah, Ute Eitzenhöfer, Katinka Kaskeline, Georg Dobler, Ulrike Hamm, Oliver Schmidt, Herman Hermsen, Susanne Winckler, Uli Biskup, Elisabeth Holder, Gabriele Hinze, Katja Korsawe, Daniel Kruger, Vera Siemund, Christine Förster, Wilfried Krüger, Stefanie Jendis, Sam-Tho Duong, Otto Künzli, Helen Britton, Norman Weber, Erico Nagai, Christine Graf, Sabine Steinhäusler, Karen Pontoppidan, Lisa Walker, Doris Betz, Dorothea Prühl, Andrea Wippermann, Kathleen Fink
- 2005: Choice – Zeitgenössische Schmuckkunst aus Deutschland, Villa Bengel, Idar-Oberstein[4]
- 2006: Choice, hedendaagse sieraadontwerpen uit Duitsland, CODA, Apeldoorn[4]
- 2007: Galerie Marzee[4]
- 2007: Kunst treibt Blüten / Art is flowering, Schmuckmuseum Pforzheim[4]
- 2007: Ute Eitzenhöfer sieraden jewellery, Galerie Marzee[4]
- 2008: Zwischen den Jahren, Galerie Pilartz, Keulen (Deutschland)[4]
- 2009: KORU 3, Imatra Art Museum, Imatra[4]
- 2009: RMIT Gallery, Melbourne[4]
- 2009: Schmuck, München[4]
- 2009: What’s New?, Galerie Sofie Lachaert, Tielrode (Belgien)[4]
- 2010: Galerie Marzee
- 2010: The Plastic Show, Velvet da Vinci, San Francisco[4]
- 2011: Materials Revisited, 10. Triennale für Form und Inhalte, Museum Angewandte Kunst, Frankfurt am Main[4]
- 2011: The Spirit of Stone, South Karelia Museum, Lappeenranta[4]
- 2011: Verwandlungen – Metamorphosen, Galerie Handwerk, München[4]
- 2012: Conv3rsations, mit Gemma Draper, Estela Saez, Ornamentum Gallery, New York[13]
- 2012: German Contemporary Metal Crafts, New Taipei City Gold Museum[4]
- 2012: The Spirit of Stone, Villa Bengel[4]
- 2013: mit Iris Bodemer, Schmuckmuseum Pforzheim, Reuchlinhaus[14][15]
- 2014: Schmuck von Iris Bodemer und Ute Eitzenhöfer, Deutsches Goldschmiedehaus[4]
- 2014: Sieraden: Iris Bodemer & Ute Eitzenhöfer, CODA, Apeldoorn[4]
- 2015: Sieraden, de keuze van Kampen / Jewellery, Kampen’s choice – portraits and jewellery, Stedelijk Museum Kampen, Kampen (Niederlande)[4]
- 2017: Unikate, Schmuck Pforzheimer Gestalter, Schütt, Pforzheim[4]
- 2018: Ruw & Rauw, CODA, Apeldoorn[4]
- 2018: Sala Arte, Museo del gioiello, Vicenza[4]
- 2018: These are a few of her favorite things, Jorunn Veiteberg’s jewellery collection, Nordenfjeldske Kunstindustrimuseum, Trondheim[4]
- 2018: Unikate – Schmuck Pforzheimer Gestalter, Deutsches Goldschmiedehaus sowie Villa Bengel[4]
- 2019: Present – 40 jaar Galerie Marzee, Galerie Marzee[4]
- 2019: subtext, Ornamentum gallery, New York[16]
- 2020: Stones – The Final Cut, Galerie Handwerk, München[4]
- 2021: Kreuz und Quer durch die Sammlungen, der ethnografische Nachlass Herion neu präsentiert, Schmuckmuseum Pforzheim (bis 31. Dezember 2025)[4]

## Auszeichnungen
- 2001: Preis „Junge Schmuckkunst im Museum“ der Internationalen Gesellschaft der Freunde des Schmuckmuseums Pforzheim e.V.[17]
- 2000: Hessischer Staatspreis für das Deutsche Kunsthandwerk, dritter Platz[4]
- 2000: Preis der Galerie Marzee[4]
- 2017: unikate-Preis, Besucherpreis der Galerie Schütt, Ankauf[18]

## Schriften
- Ute Eitzenhoefer (Hrsg.): nsaio 4: New jewellery from Idar-Oberstein, Hochschule Trier, Fachrichtung Edelstein- und Schmuckdesign, 2012. ISBN 978-3-9815256-0-1
- Ute Eitzenhoefer (Hrsg.): nsaio 5: New jewellery from Idar-Oberstein, Hochschule Trier, Fachrichtung Edelstein- und Schmuckdesign, 2014. ISBN 978-3-9815256-2-5
- Ute Eitzenhoefer, A. Holme, Eva-Maria Kollischan, Theo Smeets: 2006-2015 Artist in residence collection, Jakob Bengel-Stiftung, Idar-Oberstein, 2015. ISBN 978-3-9815256-3-2
- Ute Eitzenhoefer, Theo Smeets, Eva-Maria Kollischan, Marjan Unger, Julia Wild, Wilhelm Lindemann: Neuer SCHMUCK aus Idar-Oberstein. Band 6, Arnoldsche Verlagsanstalt Stuttgart, 2016. ISBN 978-3-89790-473-6
- Ute Eitzenhoefer, Theo Smeets, Eva-Maria Kollischan, Marjan Unger, Julia Wild, Wilhelm Lindemann: nsaio 6 – Neuer Schmuck aus Idar-Oberstein Arnoldsche Verlagsanstalt Stuttgart, 2016. ISBN 978-3-89790-473-6
- Ute Eitzenhöfer: ROCKstars, Arnoldsche Verlagsanstalt Stuttgart, 2020. ISBN 978-3-89790-622-8
- Ute Eitzenhöfer, Wilhelm Lindemann, Julia Wild: From the jauntiness of absence, Ausstellungskatalog, Idar-Oberstein, Mannheim, Berlin, 2021. ISBN 978-3-00-067986-5
- Claudia Banz, Ute Eitzenhöfer (Hrsg.): LithoMania – Design Lab #11, Arnoldsche Verlagsanstalt Stuttgart, 2022. ISBN 978-3-89790-660-0